# Orlik wachlarzowaty
Orlik wachlarzowaty (Aquilegia flabellata) – gatunek rośliny wieloletniej należący do rodziny jaskrowatych. Roślina alpejska występująca naturalnie na Sachalinie, w centralnej i północnej części japońskiej wyspy Hokkaido, Korei oraz na Wyspach Kurylskich.

## Morfologia
PokrójBylina o wyprostowanej łodydze, osiągającej do 20–25 cm wysokości, wyrastającej z kłącza.
LiściePodwójne, trzysieczne, o odcinkach 3-klapowych.
KwiatyZwisające, 5-krotne, obupłciowe. Działki kielicha barwy fioletowo-niebieskiej lub niebieskiej, wśród odmian także białe (odm. 'Alba') i różowe. Wachlarzowate. Płatki korony dwubarwne, zwykle fioletowo-niebieskie biało obrzeżone. Ostrogi krótsze niż u pozostałych gatunków. Nitki pręcików białe, otaczają zalążnię barwy jasnozielonej. Kwitną od czerwca do sierpnia.
OwoceNiewielkie mieszki, nasiona czarne.

## Galeria

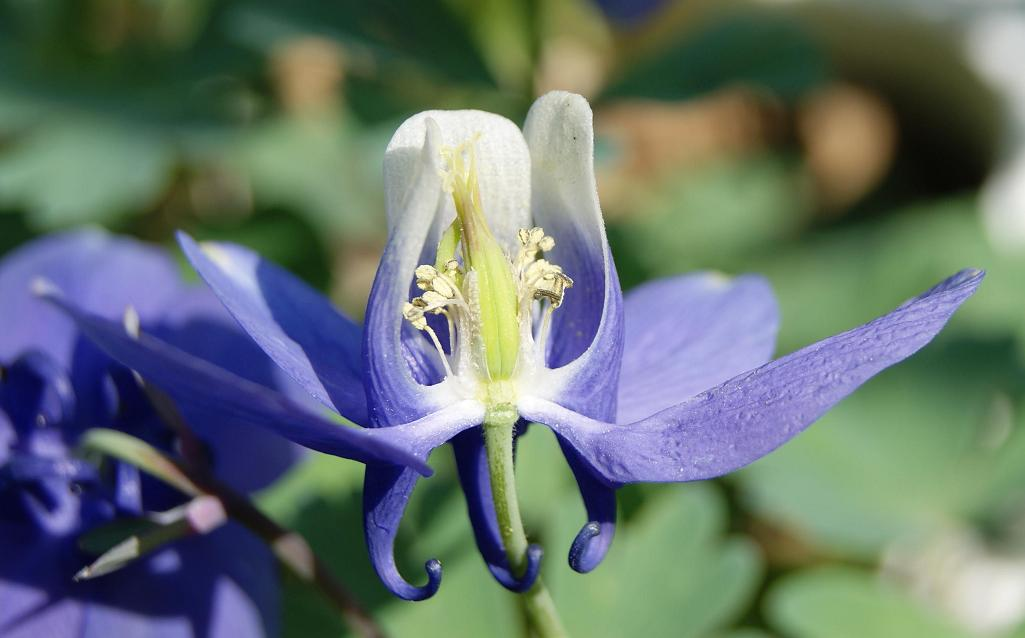
Struktura kwiatu
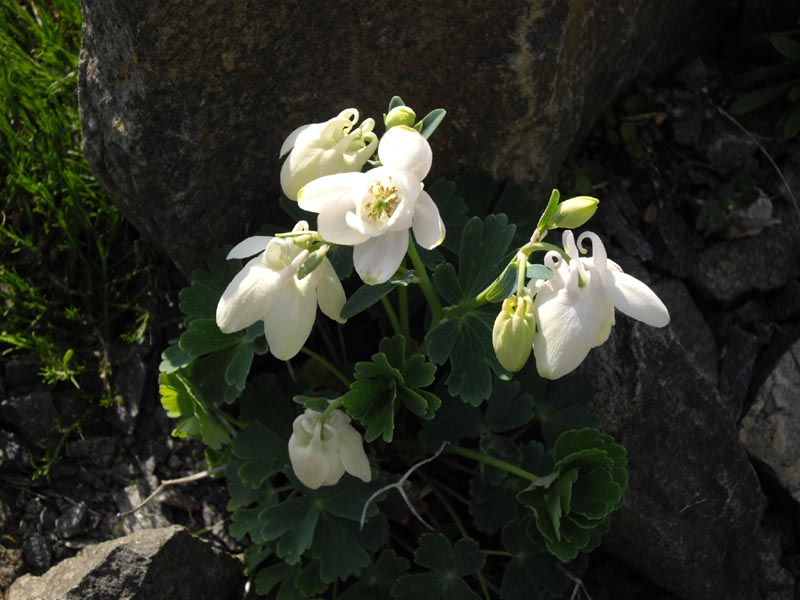
Odmiana 'Alba', o kwiatach białych
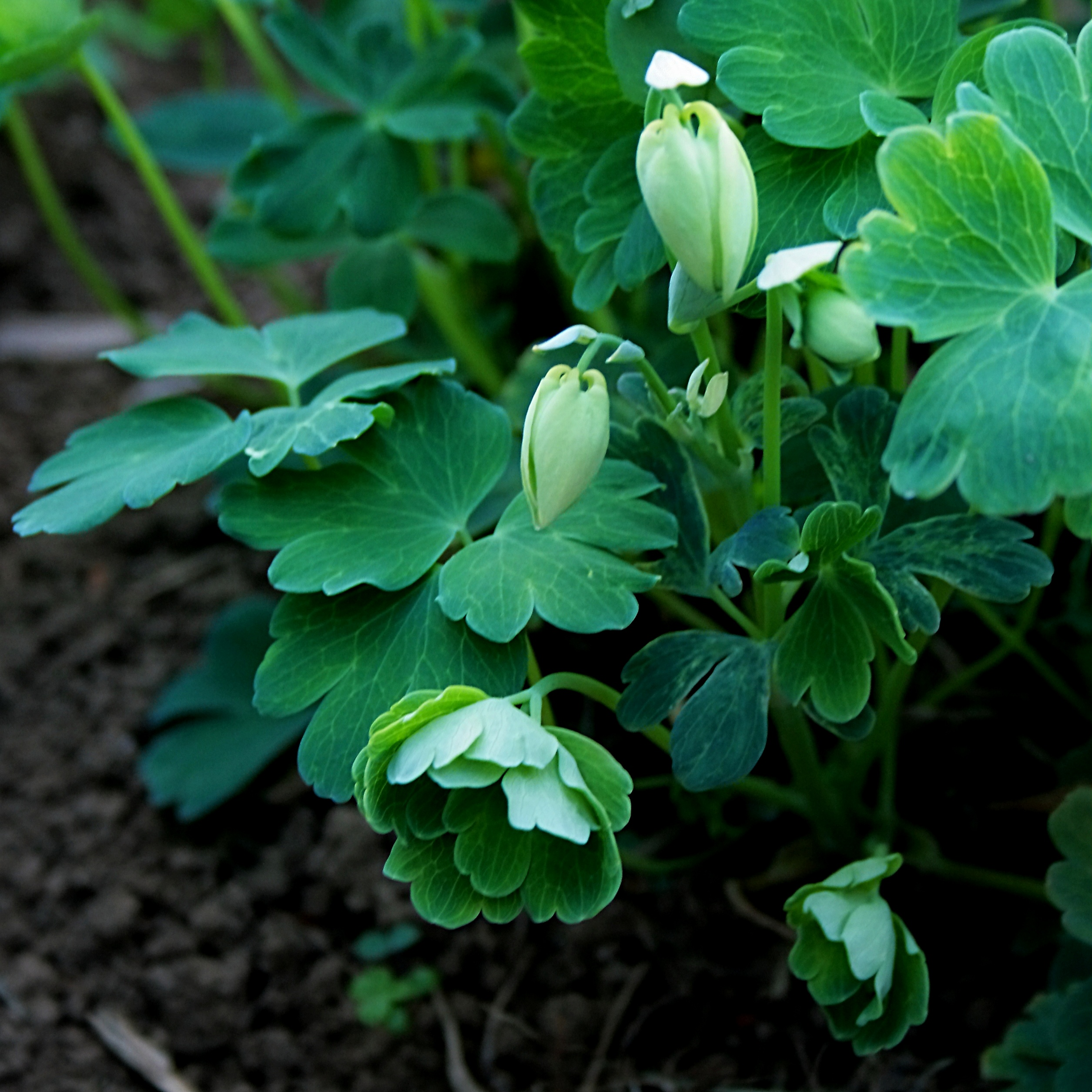
Odmiana 'Cream Dainty'